# La Mission secrète du sous-marin X-16
Pour plus de détails, voir Fiche technique et Distribution.
La Mission secrète du sous-marin X-16 (Up Periscope) est un film américain réalisé par Gordon Douglas, sorti en 1959.

## Synopsis
En 1942, le lieutenant Kenneth Braden est envoyé en mission sur une île japonaise.

## Fiche technique
- Titre : La Mission secrète du sous-marin X-16
- Titre original : Up Periscope
- Réalisation : Gordon Douglas
- Scénario : Richard H. Landau d'après le roman de Robb White
- Photographie : Carl E. Guthrie
- Montage : John F. Schreyer
- Production : Howard W. Koch, Aubrey Schenck et Edwin F. Zabel
- Société de production : Aubrey Schenck Productions et Lakeside Productions
- Société de distribution : Warner Bros. (États-Unis)
- Pays :  États-Unis
- Genre : Action, drame, romance et guerre
- Durée : 112 minutes
- Dates de sortie : 
  -  États-Unis : 4 mars 1959
  -  France : 9 novembre 1959

## Distribution
- James Garner (VF : Raymond Loyer) : le lieutenant J.G. Kenneth M. Braden
- Edmond O'Brien (VF : Pierre Leproux) : le commandant Paul Stevenson
- Andra Martin (VF : Estelle Gérard) : Sally Johnson
- Alan Hale Jr. (VF : Robert Dalban) : le lieutenant Pat Malone
- Carleton Carpenter (VF : Roger Rudel) : le lieutenant Phil Carney
- Frank Gifford (VF : Serge Lhorca) : l'enseigne Cy Mount
- William Leslie (VF : Jean-Pierre Duclos) : le lieutenant Doherty
- Richard Bakalyan : le marin Peck
- Edd Byrnes (VF : Jacques Thébault) : le pharmacien Mate Ash
- Sean Garrison : le marin Floyd
- Warren Oates (VF : Henry Djanik) : le marin Kovacs
- Henry Kulky (VF : Jean Clarieux) : le premier maître York
- Bernie Hamilton (VF : Gérard Darrieu) : Weary
- Frank Watkins (VF : Albert Augier) : Gruber
- Peter Mallen (VF : Michel François) : Shelton, l'opérateur des transmissions
- Robert Aiken : le marin Ford (non crédité)
- Fred C. Blau Jr. : Junior (non crédité)
- George Crise : Murphy, l'opérateur radio (non crédité)
- Francis De Sales (VF : Gérard Férat) : le capitaine Quinn (non crédité)

## Accueil
Le film a reçu la note de 2,5/5 sur AllMovie